# Mota Icun
Mota Icun (Motaikun) ist eine osttimoresische Aldeia im Suco Motaulun (Verwaltungsamt Bazartete, Gemeinde Liquiçá). 2015 lebten in der Aldeia 707 Menschen.

## Geographie und Einrichtungen

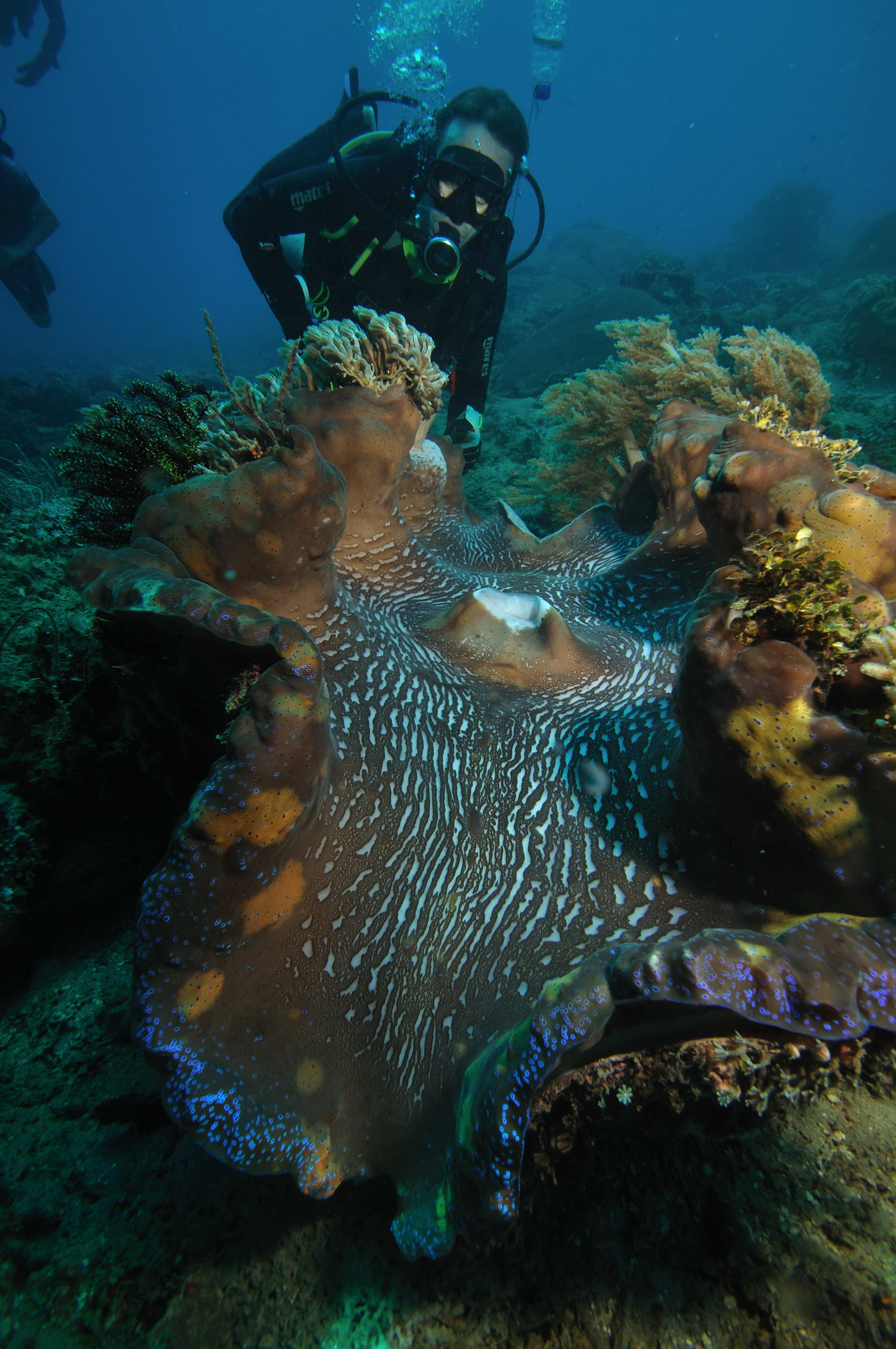
Taucher in Sandy Bottom mit Riesenmuschel

Mota Icun bildet den Norden des Sucos Motaulun. Nördlich befindet sich die Straße von Ombai. Südlich liegt die Aldeia Classo. Im Westen grenzt Mota Icun an den Suco Lauhata und im Osten an den Suco Ulmera. Der Fluss Failebo fließt entlang an der Westgrenze zu Lauhata.
Eine Überlandstraße führt entlang der Küste. An ihr liegen die Dörfer Mota Icun und Kaiteho (Caitehu). In Kaitheo stehen eine Grundschule und eine Kapelle der Sagrada Família.

## Wirtschaft
Im Nordwesten befindet sich eine Anlegestelle von TL Cement und nahe dem nördlichsten Punkt der Küste eine zweite für LPG beim Ort Mota Icun. Westlich davon liegt der touristisch erschlossene Tauchplatz Sandy Bottom. Einen Sandstrand findet man in Kaitheo.

## Politik
2023 wurde Francisco Correia zum Chefe de Aldeia gewählt.